# Эйоб, Меткель
Меткель Эйоб  (англ. Metkel Eyob ; род. 4 сентября 1993, Асмэра,  Эритрея) — эритрейский профессиональный  шоссейный велогонщик.

## Достижения
2013
3-й - Тур Руанды — ГК
1-й — этап 6
2015
1-й - Hibiscus Cycle Classic
3-й - Mayday Classic
4-й - Тур Руанды — ГК
1-й — этап 7
6-й - Чемпионат Эритреи  — индивидуальная гонка
2016
2-й - Тур Руанды — ГК
1-й — этап 5
10-й - Чемпионат Эритреи  — групповая гонка
2017
9-й - Тур Венгрии — ГК
| ГК | Генеральная классификация |